# Tour de la Semois
Die Tour de la Semois (von 2020 bis 2021 Trophée des Grimpeuses) ist ein Straßenradrennen im Frauenradsport in Belgien.
Das Rennen wurde 2020 ins Leben gerufen und war zunächst ein Eintagesrennen der UCI-Kategorie 1.2. Seit 2021 ist das Rennen ein Etappenrennen, das aus zwei Tagesabschnitten besteht und in die Kategorie 2.2 eingestuft ist. Die Strecke führt auf profiliertem Kurs durch die Ardennen im wallonischen Teil von Belgien. Die Gemeinden Vresse-sur-Semois und Bertrix sind jeweils Start- und Zielort der beiden Etappen. Namensgeber der Rundfahrt ist die Semois, die das Gebiet durchfließt.

## Palmarès
| Jahr | Sieger                    | Zweiter          | Dritter                 |
| ---- | ------------------------- | ---------------- | ----------------------- |
| 2020 | Inge van der Heijden      | Yara Kastelijn   | Kristabel Doebel-Hickok |
| 2021 | Floortje Mackaij          | Tayler Wiles     | Ella Harris             |
| 2022 | Maria Giulia Confalonieri | Mischa Bredewold | Eleonora Gasparrini     |
| 2023 | Karlijn Swinkels          | Clara Koppenburg | Noemi Rüegg             |
| 2024 | Karlijn Swinkels          | Thalita de Jong  | Maëva Squiban           |
| 2025 |                           |                  |                         |